# Alpen-Klee
Der Alpen-Klee (Trifolium alpinum), auch Westalpen-Klee genannt, ist eine Pflanzenart aus der Gattung Klee (Trifolium) in der Unterfamilie der Schmetterlingsblütler (Faboideae) innerhalb der Familie der Hülsenfrüchtler (Fabaceae).

## Beschreibung

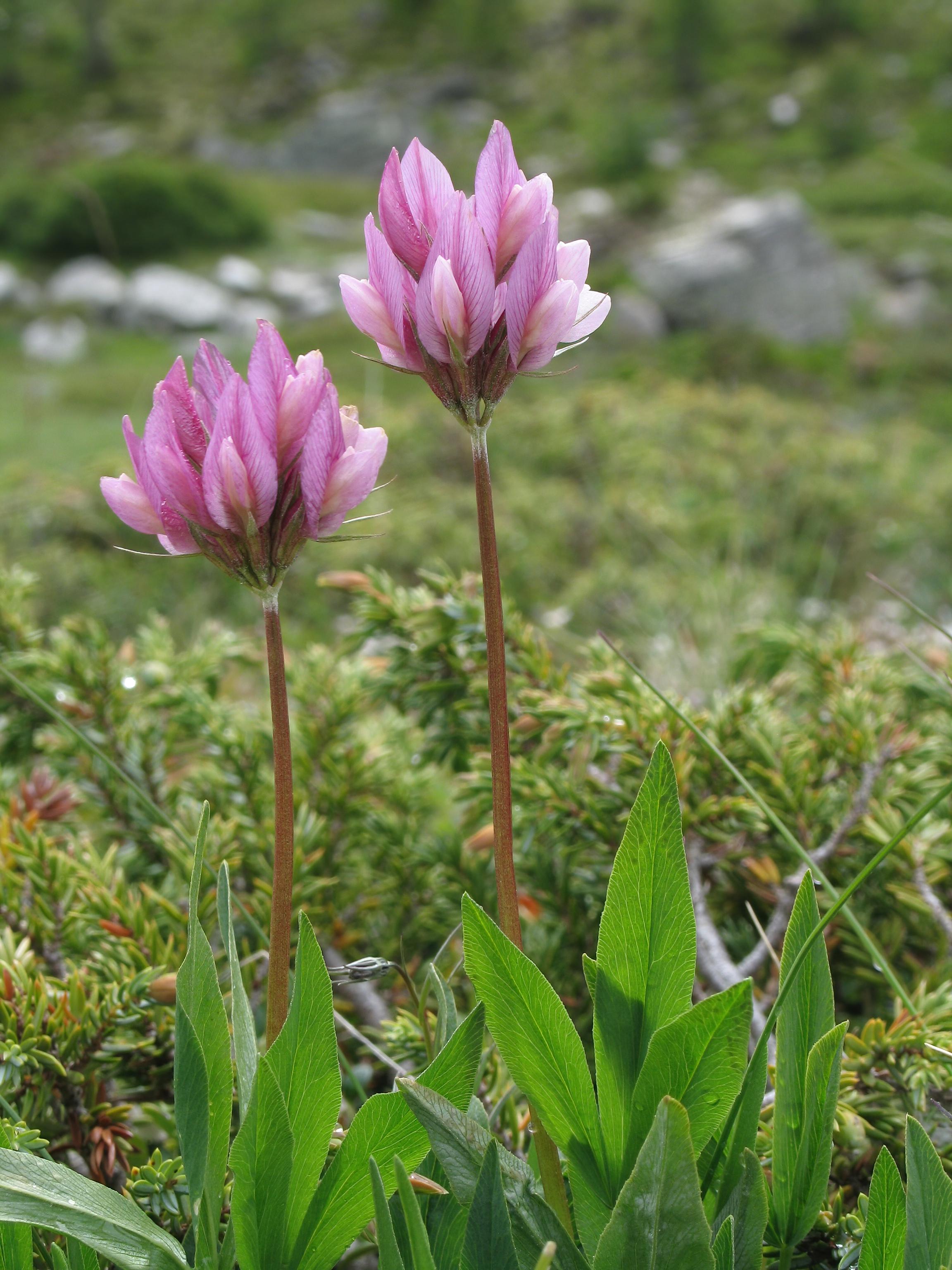
Blütenstände im Habitat

### Vegetative Merkmale
Der Alpen-Klee ist eine kahle, überwinternd grüne, ausdauernde, krautige Pflanze, die Wuchshöhen von 5 bis 20 Zentimetern erreicht. Die zähe Pfahlwurzel schmeckt süßlich und wird bis zu einem Zentimeter dick.
Alle Laubblätter sind grundständig und in Blattstiel sowie Blattspreite gegliedert. Der Blattstiel hat eine Länge von etwa 5 Zentimetern. Die Blattspreite ist dreiteilig gefiedert. Die drei Teilblättchen sind bei einer Länge von 1 bis 4 (bis 7) Zentimetern und einer Breite von 3 bis 6, selten bis zu 9 Millimetern linealisch-lanzettlich und fast ganzrandig.

### Generative Merkmale
Die Blütezeit reicht von Juni bis August. Der bei einem Durchmesser von 3 bis 5 Zentimetern kopfige Blütenstand enthält drei bis zwölf gestielte, relativ große Blüten.
Die bei Sonnenschein balsamisch duftenden, zwittrigen Blüten sind als Schmetterlingsblüte zygomorph und fünfzählig mit doppelter Blütenhülle. Die kahle und zehnnervige Kelchröhre ist länger als die Blütenstiele. Die fleischrosafarbenen bis purpurroten Blütenkronblätter sind 18 bis 25 Millimeter lang und überragen die Kelchröhre um das Achtfache.
Die Chromosomenzahl beträgt 2n = 16.

## Phytochemie
Die Blüten von T. alpinum verströmen einen starken Duft, der als angenehm und würzig beschrieben wird. Dieses Aroma resultiert aus einer komplexen Mischung von flüchtigen organischen Verbindungen (VOCs). Untersuchungen von Weiden, die von dieser Art dominiert werden, haben gezeigt, dass ihr volatiles Profil für ein Mitglied der Familie der Fabaceae ungewöhnlich reich ist, die allgemein als arm an solchen Verbindungen gilt. Die Pflanzengewebe enthalten auch eine Vielzahl nichtflüchtiger phenolischer Verbindungen, darunter Flavonoide, Isoflavone und Clovamide.

## Ökologie
Der starke Duft der Pflanze ist eine multifunktionale Anpassung an ihre hochalpine Umgebung. Als] Art ist sie zur Samenproduktion vollständig auf die Bestäubung durch Insekten angewiesen. Der intensive Duft dient als chemisches Fernsignal, um Bestäuber, insbesondere Honigbienen und Hummeln, anzulocken.
Dieselben flüchtigen Verbindungen, die den Duft erzeugen, können auch als chemische Abwehr dienen, um Herbivore abzuschrecken. Darüber hinaus ist die Produktion dieser] (Terpene und Phenole) eine physiologische Reaktion auf hohen], wie intensive], die für große Höhen charakteristisch ist.

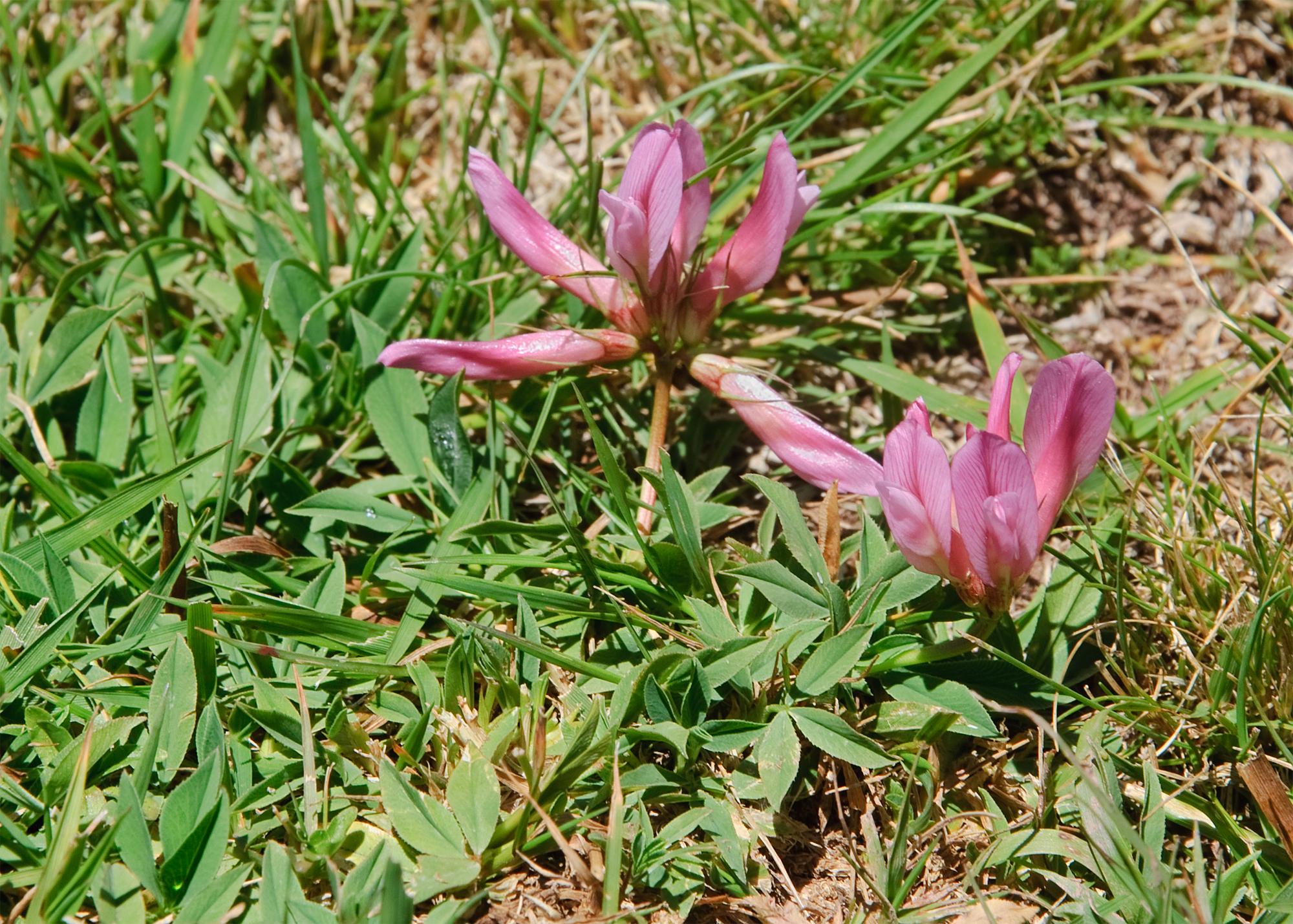
Habitus im Habitat

## Vorkommen
Der Alpen-Klee kommt besonders in den Silikatketten der zentralen und der südlichen Alpen vor. Er kommt auch in den Pyrenäen bis Apennin in Höhenlagen zwischen 1400 und 3100 Metern vor. Er gedeiht meist in Höhenlagen von über 1700 Metern, er geht aber örtlich auch etwas tiefer (Kanton Uri bei 980 Metern). Am Col du Géant in der Mont-Blanc-Gruppe erreicht er 3100 Meter. Die Ostgrenze seiner Verbreitung entspricht etwa einer gedachten Linie von Arlberg zum Gardasee. Westlich dieser Linie fehlt er in den Nördlichen Kalkalpen fast überall, in den Südlichen Kalkalpen in größeren Gebieten; insgesamt kommt er in Mitteleuropa zerstreut vor. Er fehlt in Deutschland. In der Schweiz kommt er außerhalb der Alpen im Jura am Chasseron vor.
Der Alpen-Klee gedeiht am besten auf kalkfreien, sauren, mäßig stickstoffhaltigen, nicht allzu flachgründigen Böden. Sie kommt in Mitteleuropa in alpiner Klimalage vor. Der Alpen-Klee besiedelt borstgrasreiche Matten und lockere Zwergstrauch-Bestände. Zu seinen natürlichen Standorten zählen Borstgras-Rasen und Krumm-Seggen-Rasen. Er ist eine Charakterart des Verbands Nardion.
Die ökologischen Zeigerwerte nach Landolt et al. 2010 sind in der Schweiz: Feuchtezahl F = 2+ (frisch), Lichtzahl L = 4 (hell), Reaktionszahl R = 2 (sauer), Temperaturzahl T = 1+ (unter-alpin, supra-subalpin und ober-subalpin), Nährstoffzahl N = 2 (nährstoffarm), Kontinentalitätszahl K = 3 (subozeanisch bis subkontinental).

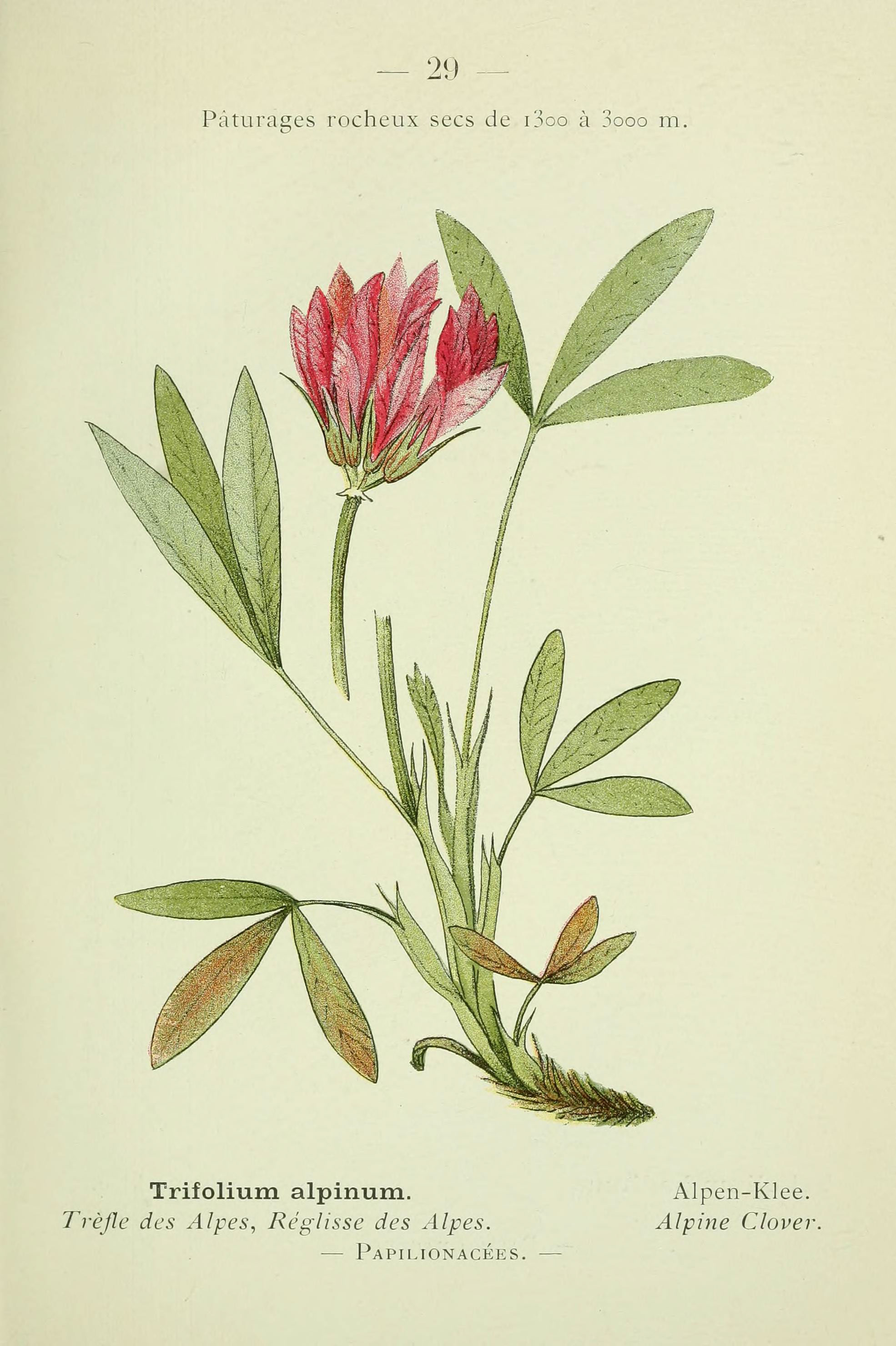
Illustration aus Nouvelle flore coloriée de poche des Alpes et des Pyrénées

## Taxonomie
Die Erstveröffentlichung von Trifolium alpinum erfolgte 1753 durch Carl von Linné in Species Plantarum, Tomus II, Seite 767. Diesen Namen hatte er von Caspar Bauhins Pinax Theatri botanici von 1623 übernommen.

## Nutzung
Der Absud der Pfahlwurzel wird in der Volksmedizin gegen Brustbeschwerden verwendet. Der Alpen-Klee ist als] beliebt bei Kühen,], Gämsen und Murmeltieren. Aufgrund seiner tiefen Pfahlwurzel und seiner Fähigkeit zur] wird er auch bei der] zur Stabilisierung von Erosionsflächen in Hochlagen eingesetzt.